# قطعنامه ۷۹ شورای امنیت
قطعنامه ۷۹ شورای امنیت سازمان ملل متحد که در تاریخ ۱۷ ژانویه ۱۹۵۰ تصویب شد، سندی بین‌المللی دربارهٔ تسلیحات: تنظیم و کاهش است. این قطعنامه طی نشست ۴۶۲ام با ۹ موافق، ۰ مخالف و ۰ ممتنع تصویب شد.